# Kostel svatého Michaela archanděla (Dožice)
Kostel svatého Michaela archanděla v Dožicích je filiální kostel ve farnosti Spálené Poříčí. Původně renesanční stavba pochází z roku 1575. Stojí v dominantní poloze na vrchu Kamýk při jihozápadním okraji Dožic, části obce Mladý Smolivec v okrese Plzeň-jih, u silnice směrem na Čížkov. Kostel je od roku 1963 chráněn jako kulturní památka.

## Historie
Kostel byl postaven roku 1575 v renesanční sakrální architektuře z popudu Mořice Chanovského z Dlouhé Vsi, jehož rod vlastnil Dožice od roku 1553 do roku 1660. Prošel složitou historií vlastnictví. Budova měnila majitele od roku 1777 až do roku 1926. Od roku 1746 držel patronát nad (tehdy ještě) kaplí řád maltézských rytířů z Prahy. Dožice tehdy koupil receptor (finančník) českého velkopřevorství hrabě Michael Ferdinand z Althannu, aby sem následně byla z chorvatského Karlovace přenesena bailiva sv. Josefa. Bailiva představovala u maltézských rytířů komendu (řádový dům) vyšší kategorie.
Významnou přestavbou kostel prošel v letech 1862–1863 za Friedricha Schönborna, která jí dala současnou podobu jednolodní stavby s pravoúhlým presbytářem a přilehlou sakristií. Dominantním prvkem se stala hranolová věž v západním průčelí. Přestavba zahrnovala i výměnu střech, což dokládá letopočet 1862 na trámu věže. Kostel byl slavnostně vysvěcen 3. května 1863.
Další oprava proběhla v letech 1906–1907 z iniciativy českého velkopřevora řádu maltézských rytířů Jindřicha knížete z Lichtenštejna. Týkala se především vnitřní výmalby. Roku 1910 byl opraven krov věže.
Po vzniku samostatného Československa i na dožický řádový velkostatek dolehla pozemková reforma, na jejímž základě přišel řád o část majetku, a zbytek čítající asi osmdesát hektarů orné půdy s loukami a rybníky a asi 217 hektarů lesa prodali i s kostelíkem 1. února 1926 Karlovi a Vlastě Šťastným z Bubenče. Po roce 1948 byl majetek rodině Šťastných vyvlastněn, zpět ho dostala v rámci restitucí, ovšem bez kostela, který připadl obci Mladý Smolivec, neboť se jednalo o kulturní památku.
Roku 1956 proběhla rekonstrukce střechy řemeslníky ze Lnář a Dožic, roku 1971 opatřili oplechování věže nátěrem. Roku 1994 došlo k opravě sanktusníku.
Od roku 2008 do roku 2013 probíhala komplexní obnova vnějšku kostela, rozdělená do několika etap. Nejprve byla do roku 2010 opravena střecha včetně krovu; oprava střechy začala věží, následně pokračovala presbytářem a sanktusovou věžičkou, a nakonec lodí kostela. Poté následovala obnova fasády, opět ve třech fázích: presbytář se sakristií, věž a nakonec zbývající části včetně restaurování oken.

## Popis
Jde o jednolodní kostel s pravoúhle uzavřeným presbytářem. Sakristie na severní straně kostela má samostatný vstup ve východním průčelí. Na západní straně se nad vstupem nachází hranolová věž zpevněná dvěma opěráky. Fasáda je ozdobena jednoduchými lizénovými rámci a segmentově zaklenutými okny a vchody.

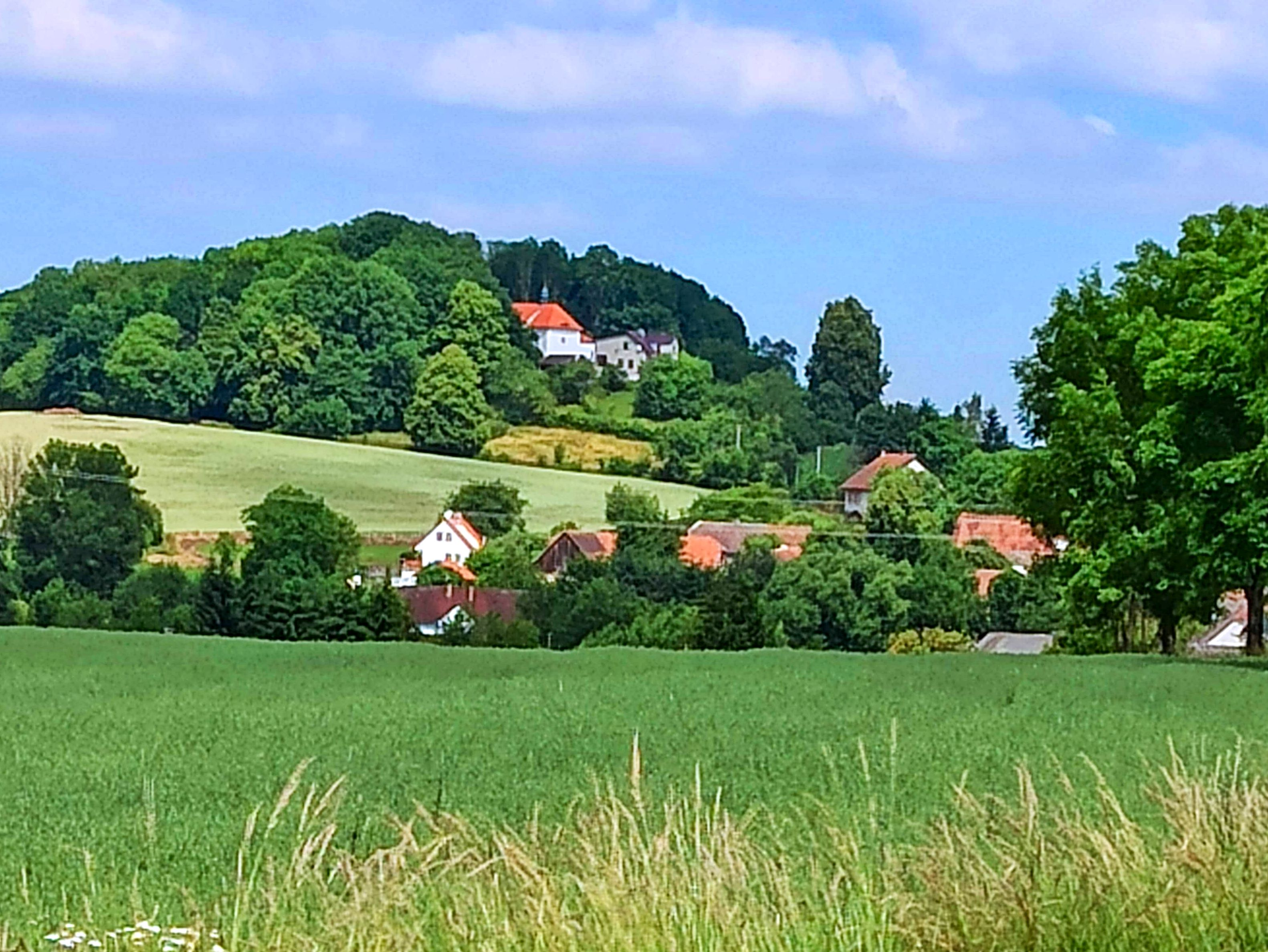
Kostel Kostel svatého Michaela archanděla na vrchu Kamýk

Nejstarší částí je věž, možná středověkého původu. Renesanční prvky zahrnují zvonovou stolici a horní část druhého patra věže.

### Interiér

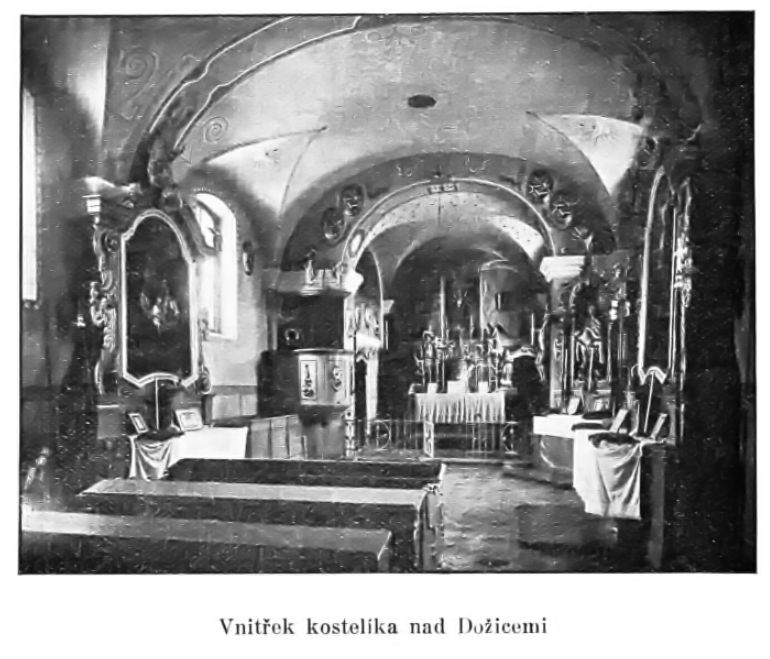
Interiér kostela z roku 1910

Interiér kostela je zaklenut valenou klenbou, presbytář s výsečemi na hranolových pilířích, loď podobně s meziklenebními pasy na polopilířích s pilastry. Nad sakristií je schodištěm přístupná panská oratoř s půlkruhovým obloukem do presbytáře. Presbytář je vyzdoben oválovými, na plechu malovanými řádovými znaky s německými jmény velkopřevorů, kteří užívali panství Dožického.
Kostel je vybaven čtyřmi barokními oltáři, kazatelnou, zpovědnicí, křtitelnicí, vlastní několik obrazů a další vybavení, především bohoslužebné textilie. Panelový hlavní oltář s obrazem svatého Michaela, sochami Mojžíše, Árona a andělů je vrcholně barokním dílem, je datován do doby po roce 1710. Portálový boční oltář Panny Marie Sedmibolestné je podle provedení datován do závěru 17. století. Z první poloviny 18. století pochází oltáře v lodi s obrazy od plzeňského malíře Jana Herziga z doby přestavby kostela roku 1862 (možná pouze přemalovanými původními plátny). Levý oltář je zasvěcen svaté Rodině, která je zde zachycena v širším složení se svatým Jáchymem, svatou Annou a Janem Křtitelem, který je shodou okolností hlavním patronem řádu maltézských rytířů. Inventář z roku 1750 na něm popisuje sochu Panny Marie Svatohorské v bílých šatečkách zdobených květinami. Pravý oltář je zasvěcen Proměnění Páně.
Vyřezávané lavice s barokními prvky jsou vepředu ozdobeny maltézskými kříži. Ve věži se nachází zvon z roku 1575 od slavného zvonaře Brikcího z Cimperka. Je bohatě zdoben a nese erb pořizovatele Mořice Chanovského z Dlouhé Vsi, jeho jméno spolu s českojazyčným nápisem. V sanktusové vížce nad presbytářem byl zavěšen malý zvon roku 1803. Puklý zvon byl v roce 2010 nahrazen novým pojmenovaným Maria.
Varhany dožického kostela postavil varhanář Josef Vanický z Třebechovic pod Orebem v roce 1896.
Farnost Dožice spadala nejpozději od roku 1701 do Čížkova a s ním do pražské arcidiecéze, od roku 1993 pak náleží do diecéze plzeňské. I přes nedokončenou vnitřní obnovu se v kostele pravidelně konají bohoslužby a kulturní akce.